# アーネスト・ウィリアム・ホブソン

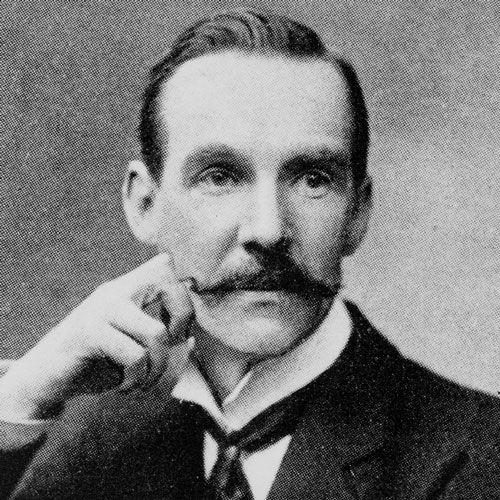
アーネスト・ウィリアム・ホブソン

アーネスト・ウィリアム・ホブソン（Ernest William Hobson, 1856年10月27日 - 1933年1月19日）はイギリスの数学者。現在では、幾つかの本が解析学の新天地を開拓しイギリスの話題を席巻したことで思い出される。1910年から1931までケンブリッジ大学でサドレリアン教授として勤めた。
イングランドのダービーで誕生し、ダービースクール(Derby school),王立マインズカレッジ(The royal college of mines),クライスト・カレッジで学んだ。卒業後直ぐにクライスト・カレッジのフェローになった。少しずつ数学研究に入り込み、球面調和関数論に於いては熟達した。
彼の1907年の実解析に関する業績は、ゴッドフレイ・ハロルド・ハーディに賞賛され英国数学的伝統に於いてちょっとした転換点になった。それは一般位相数学と当時話題となったフーリエ級数を含んだ。しかしそれには間違いも含まれ、後にR.L.ムーアらによって指摘された。王立協会フェロー。

## 業績
- A Treatise on Trigonometry (1891)
- Theory of Functions of a Real Variable (1907)
- Squaring the Circle (1913)
- The Domain of Natural Science (1923) ギフォード講義
- The Theory of Spherical and Ellipsoidal Harmonics (1931)